# 敦厚镇
敦厚镇，是中华人民共和国江西省吉安市吉安县下辖的一个乡镇级行政单位。

## 行政区划
敦厚镇下辖以下地区：
梨山社区、文山社区、金家社区、泉塘社区、荆岭社区、房山社区、高塘社区、敦厚村、厚丰村、罗家村、金家村、连山村、禾埠村、马甫村、瑶池村、店下村、对门村、嵊上村、社前村、南街村、仓田村、竹山村、乌石村、廖家村、下岭村和瑶前村。

## 交通
- 京九铁路：吉安南站

## 中国传统村落
2013年8月，圳头村被评为第二批中国传统村落。